# Lepetodrilus tevnianus
Lepetodrilus tevnianus is een slakkensoort uit de familie van de Lepetodrilidae. De wetenschappelijke naam van de soort is voor het eerst geldig gepubliceerd in 1991 door McLean.